# 佐瀧本店・別邸

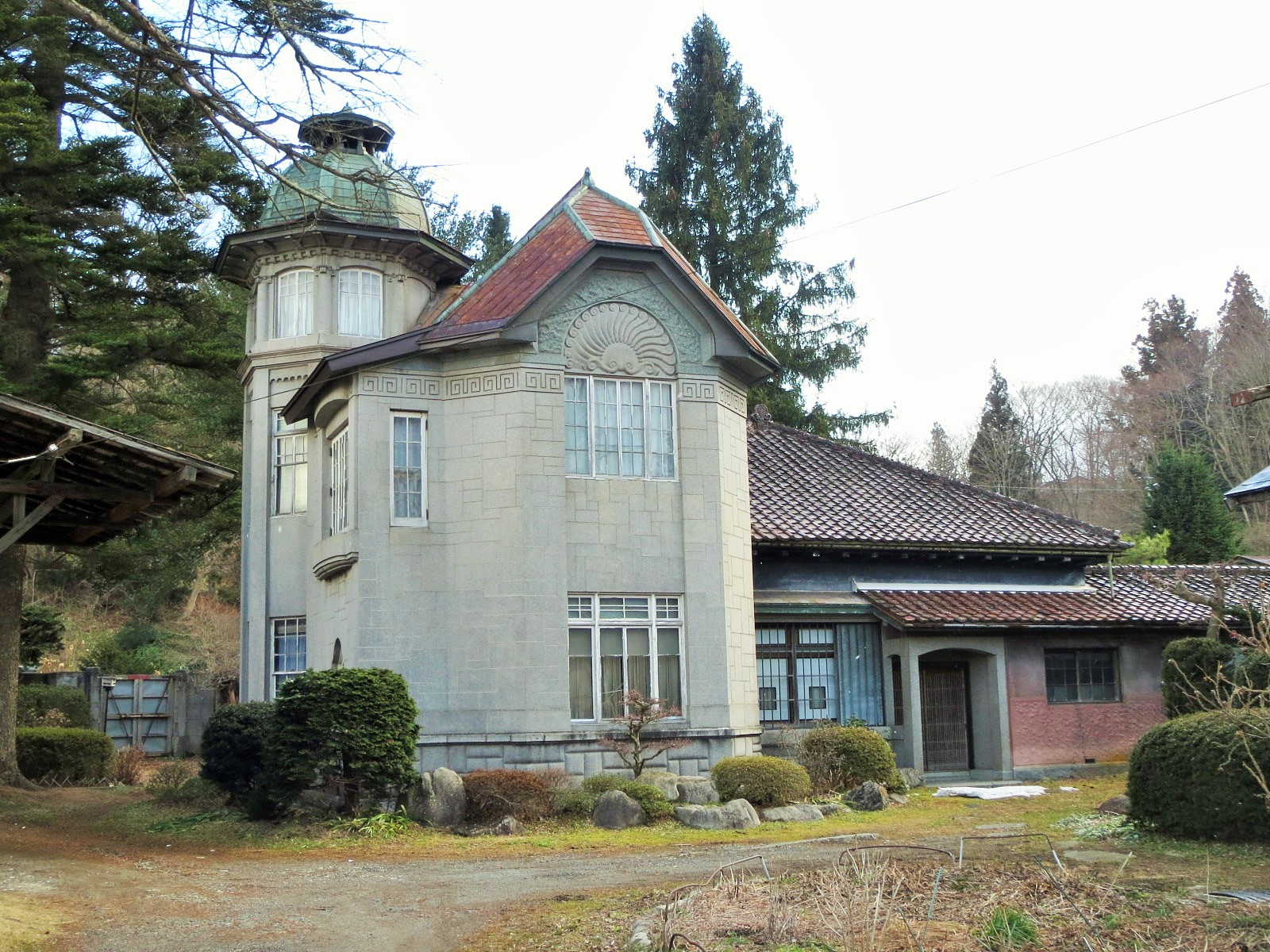
佐瀧別邸 (2019年3月)

佐瀧本店・別邸（さたきほんてん・べってい）は、1924年（大正14年）に酒類雑貨商の店舗および住居別棟として、青森県三戸町に建設されたもので、現在も店舗・住居として使用されている。佐瀧本店は1997年（平成9年）に、佐瀧別邸は2000年（平成12年）に国の登録有形文化財となっている。

## 概要

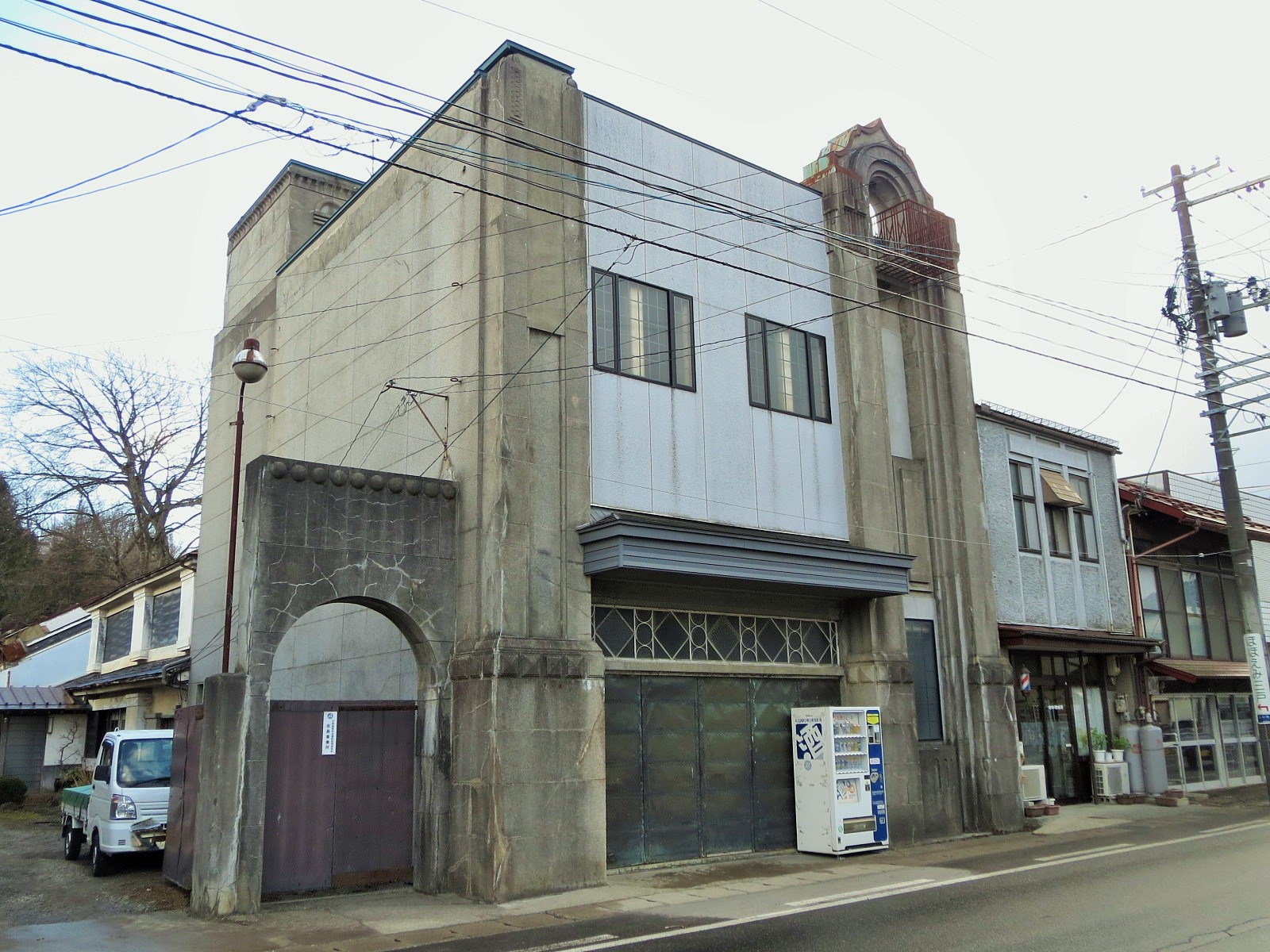
佐瀧本店 (2019年3月)

1924年（大正14年）に建設された佐瀧本店は、1885年（明治19年）に主に酒類を取り扱う雑貨商として創業しており、当時の店舗は八角形の望楼を有する擬洋風建築だったといわれているが、1922年（大正12年）に発生した三戸大火により旧店舗が焼失したことから、耐火建築として鉄筋コンクリートを用いることにして建築された。外観は大正期に日本国内で流行していたセセッション様式となっており、特に正面右側の鐘楼風バルコニーが印象的な建物となっている。また、1階店舗部分の天井高さが約4.5メートルあり、カウンターが備え付けられ、階段や梁、天井縁の装飾など、全体的に銀行風のデザインをモチーフにしたといわれている。
同年に建設された佐瀧別邸は、店舗とは様相が異なり、当時ドイツで流行していた建築様式（ユーゲントシュティール）を基にしたデザインとなっている洋風部分と、数奇屋造りの和風部分の和洋折衷建物である。特に、八角形3階建てにドーム屋根の望楼や妻・玄関庇の意匠、1階のステンドガラスが印象的となっている。当館は、1921年（大正11年）から着工していたものの、翌年の大火による本店焼失をうけて、本店再建と並行して工事が進められ、本店と一緒に竣工に至っている。
両建物とも、設計・施工を堀江佐吉が興した堀江組が請け負っており、佐吉の六男である堀江金蔵が主となって設計されている。家具や調度品もよく保存されているほか、両建物と同時期に施工された門及び塀、旧店舗時代から受け継がれている文蔵庫、土蔵も国の登録有形文化財となっている。
なお、佐瀧本店は、青森県内に現存する最も古い鉄筋コンクリート建築物でもある。

## 建築概要
- 佐瀧本店
- 設計 – 堀江金蔵（堀江組）
- 竣工 - 1924年（大正14年）：落成式を翌年に執り行っている
- 構造・規模 – 鉄筋コンクリート2階建て
- 所在地 - 〒039-0135  青森県三戸郡三戸町大字八日町49（北緯40度22分38.1秒 東経141度15分23.2秒 / 北緯40.377250度 東経141.256444度）
- 備考 – 国の登録有形文化財（1997年（平成9年）7月登録）

- 佐瀧別邸
- 設計 – 堀江金蔵（堀江組）
- 竣工 - 1924年（大正14年）
- 構造・規模 – 木造モルタル2階建て、木造モルタル3階建て八角形望楼付き
- 所在地 - 〒039-0112  青森県三戸郡三戸町大字梅内字雷平285-2（北緯40度22分35.8秒 東経141度15分23.9秒 / 北緯40.376611度 東経141.256639度）
- 備考 – 国の登録有形文化財（2000年（平成12年）3月登録）

## 交通アクセス
- 青い森鉄道 三戸駅から南部バス（三戸営業所行または田子行）で約10分、三戸郵便局前または城山公園前（三戸駅方向のみ）下車すぐ